# Miguel Meneses
Miguel Meneses (Pátzcuaro Michoacán 1832 – Milán, Italia, 1882) fue un pianista, compositor, director de orquesta  y profesor de música mexicano.

## Trayectoria profesional
Inició su formación musical en el seno familiar. Muy joven marchó a Morelia para proseguir sus estudios musicales.
A los 20 años, en 1852 se mudó a Ciudad de México, donde fue alojado por 6 años por Cenobio Paniagua, de quien recibió las primeras lecciones de composición; también trabajó para él, como auxiliar en la orquesta de la Catedral metropolitana.
En 1858, Meneses fue contratado por varias empresas operísticas y dirigir orquestas en teatros capitalinos. El año siguiente fue designado director concertador de la compañía italiana de ópera de Gaetano Donizetti, con la cual recorrió gran parte de la República.
Dos años después, en la Ciudad de México 1861 fundó su propia academia de música en, la cual fue absorbida por el Ayuntamiento en 1864, y que funcionó bajo esa administración hasta 1927, manteniendo una orquesta juvenil. Se desconoce las circunstancias por las que Miguel se fue a Milán, cuna de la ópera, donde murió en 1882. Los periódicos señalan su deceso allá y que dejó un hijo huérfano en condiciones precarias. En México se hizo revuelo en los periódicos para traer su cuerpo y a su hijo. Otras fuentes indican que murió en Mumbay, India en 1892. Fue tío de también músico y compositor Carlos J. Meneses.
Se ignora con certeza dónde murió y el lugar donde yacen sus restos.

## Obras
- “Agorante, Rey de Nubia” fue estrenada el 6 de julio de 1864 en el Teatro Imperial, durante las festividades conmemorativas por el cumpleaños del emperador Maximiliano I de México.

- Himno de Aguascalientes. 1867.[3]
- Luisa de la Vallière, cerca de 1874, sin datos de estreno.[4]
- Judith, creada alrededor de 1876, -Está perdida-.
- El hada del lago, compuesta cerca de 1878, de la cual se desconoce si se estrenó.
- La reina de las hadas, ópera.[5][6]
- La mujer del Bosque.[7]
- “Atala”, estrenada en 1879, en el Teatro Degollado de Guadalajara; está basada en la novela de François-René de Chateaubriand, la cual narra la trágica historia de un amor imposible entre dos indígenas norteamericanos, Atala, católica,[8] y Chactas, guerrero de la tribu enemiga, Natchez; La madre de Atala promete a la virgen que su hija jamás se casaría si logra sobrevivir y Atala desafía a su padre para salvarle la vida a Chactas de la pena de muerte; tiene influencia del bel canto y de óperas clásicas como “La Traviata“, la cual se presenta en italiano, idioma predominante en la ópera del siglo XIX.[9] Ésta obra estuvo perdida y fue recuperada.[8]

Todas las obras están resguardadas en el Conservatorio Nacional.